# ベアトリス・リリー
ベアトリス・リリー（Beatrice Lillie、1894年5月29日 - 1989年1月20日）は、カナダ出身の女優。

## 出演作品
- 八十日間世界一周
- 腕はたしかか
- モダン・ミリー